# Pianoconcert nr. 5 (Beethoven)
Ludwig van Beethovens Pianoconcert Nr. 5 in Es-groot op. 73 werd gecomponeerd tussen 1809 en 1811 in Wenen. Dit werk, ook  bekend onder de naam Keizersconcert, was Beethovens laatste pianoconcert. Hij droeg het op aan Rudolf van Oostenrijk, een mecenas en tevens leerling.
Het werk is georkestreerd voor pianosolo en een orkest bestaande uit 2 fluiten, 2 hobo's, 2 klarinetten, 2 fagotten, 2 hoorns, 2 trompetten, pauken en strijkers. Zoals gebruikelijk in concerten bestaat het uit drie delen:
1. Allegro (Es-groot)
2. Adagio un poco mosso (Bes-groot)
3. Rondo (Allegro ma non troppo) (Es-groot)

## Ontstaansachtergrond
Toen Beethoven 38 jaar oud was wilde hij -eind 1808- Wenen definitief vaarwel zeggen, wegens financiële zorgen. Omdat er bij zijn geldschieters voldoende vertrouwen was, mede op grond van succesvolle uitvoeringen eerder, bleef Beethoven toch in Wenen en begon aan de schetsen van zijn 5e pianoconcert. Dankzij onderhandelingen met een groep Weense aristocraten behield Beethoven een regelmatige inkomstenbron van 4000 florijnen per jaar.
Omstreeks april 1809 was Beethoven klaar met het componeren van dit concert. Hij was inmiddels al zo doof dat hij zelf niet meer in publiek speelde. Het werk werd opgedragen aan Aartshertog Rudolf van Oostenrijk, een der geldschieters, die ook zorgde dat Beethoven zijn latere strijktrio's kon schrijven.
Pas op 28 november 1811 werd het werk voor het eerst uitgevoerd. Niet in Wenen maar in het Gewandhaus in Leipzig, door ene Friedrich Schneider, die blijkbaar niet onverdienstelijk speelde maar nu niet meer bekend is. Een recensent schreef daarbij dat het publiek “zich nauwelijks tevreden stelde met de gangbare blijken van appreciatie en genoegen.”
De aan Napoleon opgedragen titel 'Keizersconcert' komt niet van Beethoven zelf, maar vermoedelijk van zijn vriend en uitgever J.B. Cramer. Of Beethoven die titel zelf accordeerde is niet waarschijnlijk, gezien de anti-Napoleontische houding die hij gestaag ontwikkelde in die tijd. Toch behield het concert de bijnaam, die de imposante en grootse opzet van het werk reflecteert.
Het 5e pianoconcert is het meest gespeelde en opgenomen concert van Beethoven, en tevens het langste, met een eerste deel dat ruim 20 minuten in beslag neemt.

## Beschrijving
Het werk begint vernieuwend voor de tijd waarin het werd geschreven, waarbij de piano vrijwel onmiddellijk meedoet. Tovey, een bekend analyticus van Beethovens muziek, noemde dit een "rapsodische uitbarsting”. Na deze eerste uitbarsting volgen vier minuten waarin de piano zwijgt, en in deze tijd ontwikkelen zich in het orkest de belangrijkste thematische ideeën voor het verdere verloop. Het eerste deel volgt in grote lijnen de sonatevorm, maar is wel zeer uitgebreid qua vorm. De pianopartij is virtuoos, en de muziek klinkt uitgelaten en voornaam, waarbij grote contrasten tussen luide en dromerige intiemere passages optreden.
Het Adagio un poco mosso (tweede deel) stoelt op een langzame gedempte orkestinleiding die gevolgd wordt door een meditatieve pianopassage. Het is tussen de meer bruisende hoekdelen een oase van rust en contemplatie. Aan het eind van dit Adagio moduleert Beethoven van B naar Bes en leidt hij de Finale in; er klinken in dit deel jachtmotieven.
De Finale is een Rondo met een vrolijk en dansend karakter, waarbij de thematiek zich nogal onstuimig ontwikkelt richting een positief einde.